# ريتشارد كلينتون (سياسي)
ريتشارد كلينتون هو سياسي أمريكي، ولد في 1741، وتوفي في 1795.